# Klaus Heinrich Kohrs
Klaus Heinrich Kohrs (* 1944 in Düsseldorf) ist ein deutscher Musikwissenschaftler.

## Leben
Klaus Heinrich Kohrs wurde 1973 an der Universität Heidelberg mit einer Dissertation über Gattungsentstehung im frühen Mittelalter (Die aparallelen Sequenzen. Repertoire, liturgische Ordnung, musikalischer Stil) promoviert. Seine prägenden akademischen Lehrer waren Ewald Jammers und Dieter Henrich. Er war bis 2009 Stellvertretender Generalsekretär der Studienstiftung des deutschen Volkes und leitete sowohl das wissenschaftliche Programm als auch die Künstler- und Komponistenförderung der Studienstiftung.
Außerdem war Klaus Heinrich Kohrs Sekretär der Karl Schmidt-Rottluff Förderungsstiftung Berlin. Als Gastkurator für die Ausstellungen der Karl Schmidt-Rottluff Stipendiaten war er zwischen 1979 und 2008 an der Darmstädter Mathildenhöhe, der Kunsthalle Düsseldorf, dem Brücke-Museum Berlin und dem Oktogon der Hochschule für Bildende Künste Dresden tätig, welches er nach umfassender Restaurierung der Kriegsschäden im Jahr 2000 mit einer Jubiläumsausstellung der Schmidt-Rottluff Stiftung wiedereröffnen konnte. 2012 übernahm er Konzeption und Realisierung des Großen Hans-Purrmann-Preises der Stadt Speyer und war bis 2017 Vorsitzender von dessen Jury.
Kohrs hat zahlreiche Publikationen zu Hector Berlioz und Anton Bruckner vorgelegt. Bei Berlioz geht es ihm um die interdisziplinäre, Literatur und bildende Kunst einbeziehende Rekonstruktion des Beginns einer Ästhetik der Moderne. Bei Bruckner u. a. um Rezeptionskritik, deren Ziel ein neues, illusionsloses Bruckner-Bild jenseits des Anekdotenballasts ist. Er konzipierte die Dauerausstellung "Wie alles begann. Anton Bruckner in Sankt Florian" im Augustiner-Chorherrenstift St. Florian (Oberösterreich) aus Anlass des Bruckner-Jubiläumsjahres 2024. 
Daneben hat er umfangreich zur aktuellen bildenden Kunst publiziert. Von 1979 bis 2008 war er Herausgeber der Kataloge der Karl Schmidt-Rottluff Stipendiaten (13 Bände).

## Schriften (Auswahl)
- Zum Verhältnis von Sprache und Musik in den Liedern Neidharts von Reuental. In: Deutsche Vierteljahrsschrift für Literaturwissenschaft und Geistesgeschichte, Jg. 43 (1969), S. 604–621 (Nachdruck: Wissenschaftliche Buchgesellschaft, Darmstadt 1986).
- Die aparallelen Sequenzen. Repertoire, liturgische Ordnung, musikalischer Stil. Musikverlag Katzbichler, Salzburg 1978, ISBN 3-87397-255-7.
- Hector Berlioz. Autobiografie als Kunstentwurf. Stroemfeld Verlag, Frankfurt am Main 2003, ISBN 3-87877-872-4.
- Die Kunst vom Sockel holen. Rede zur Semestereröffnung an der Akademie für Bildenden Künste Mainz am 20. Oktober 2008. Akademie für Bildende Künste, Mainz 2009, ISBN 978-3-940892-03-4.
- „Châtiment effroyable“. Laokoon in Berlioz' „Les Troyens“. In: Dorothee Gall, Anja Wolkenhauer (Hrsg.): Laokoon in Literatur und Kunst. De Gruyter, Berlin 2009, S. 242–259.
- Hector Berlioz' „Les Troyens“. Ein Dialog mit Vergil. Stroemfeld Verlag, Frankfurt am Main 2011, ISBN 978-3-86600-083-4.
- Und alles wandelt sich ins Gegenteil. Hector Berlioz' kontrafaktische Szenen. Stroemfeld Verlag, Frankfurt am Main 2014, ISBN 978-3-86600-193-0.
- Anton Bruckner. Angst vor der Unermeßlichkeit. Stroemfeld Verlag, Frankfurt am Main 2017, ISBN 978-3-86600-274-6.
- Blumenstilleben und Te Deum. Die Avantgarde von 1830 in Februar-Revolution und Second Empire. In: Schweizer Jahrbuch für Musikwissenschaft 37 (2017). Peter Lang, Bern u. a. 2019, S. 81–111.
- „...wenn er's annimmt“. Hat Bruckner seine 9. Symphonie dem „lieben Gott“ gewidmet?. In: Andreas Lindner, Klaus Petermayr (Hrsg.): Bruckner-Jahrbuch 2018–2020. Musikwissenschaftlicher Verlag, Wien, Linz 2020, S. 143–175.
- Camille Saint-Saëns. Ästhetik der Distanz. Wolke-Verlag, Hofheim/Ts. 2023, ISBN 978-3-95593-326-5.
- Anton Bruckner. Angst vor der Unermeßlichkeit. 2., erg. Aufl. Wolke-Verlag, Hofheim/Ts. 2024, ISBN 978-3-95593-150-6.